# Stigmella viscerella
Stigmella viscerella là một loài bướm đêm thuộc họ Nepticulidae. Nó được tìm thấy ở miền trung và miền nam Europe, bao gồm Đảo Anh, but not on bán đảo Iberia.
Sải cánh dài 5–6 mm. Con trưởng thành bay từ tháng 5 đến tháng 6 làm một đợt.
Ấu trùng ăn Ulmus minor. Chúng ăn lá nơi chúng làm tổ.